# Ekboarmia fascinataria
Ekboarmia fascinataria is een vlinder uit de familie spanners (Geometridae). De wetenschappelijke naam is voor het eerst geldig gepubliceerd in 1900 door Staudinger.
De soort komt voor in Europa.